# Dianthus crenatus
Dianthus crenatus är en nejlikväxtart som beskrevs av Carl Peter Thunberg. Dianthus crenatus ingår i släktet nejlikor, och familjen nejlikväxter. Inga underarter finns listade i Catalogue of Life.